# Платаев, Андрей Георгиевич
Андрей Георгиевич Платаев (18 августа 1924 — 11 февраля 1989) — советский хозяйственный, государственный и политический деятель. Генерал-лейтенант внутренней службы.

## Биография
Родился в 1924 году в селе Лебяжье. Член КПСС.
Участник Великой Отечественной войны. С 1946 года — на хозяйственной, общественной и политической работе. В 1946—1989 гг. — инструктор, завотделом райкома, секретарь Верхубинского райкома, второй секретарь Зыряновского райкома, председатель Зыряновского райисполкома, первый секретарь Зыряновского райкома, Зыряновского горкома КП Казахстана, секретарь Восточно-Казахстанского обкома КПК, председатель комитета народного контроля Восточно-Казахстанской области, заведующий отделом административных органов ЦК КП Казахстана, министр внутренних дел Казахской ССР, заместитель председателя совета ОСВОД.
Избирался депутатом Верховного Совета Казахской ССР 8-го , 9-го, 10-го и 11-го созывов.
Умер в Алма-Ате в 1989 году. Похоронен на Центральном кладбище Алматы.